# Gronbach (Speltach)
Der Gronbach ist ein rund einen Kilometer langer Bach auf der und dann nahe der Grenze der Gemarkung Oberspeltach zur Gemarkung Gründelhardt der Gemeinde Frankenhardt im Landkreis Schwäbisch Hall im nordöstlichen Baden-Württemberg, der weniger als einen Kilometer flussabwärts vom Oberspeltacher Ortsrand von links und Nordnordosten in die obere Speltach mündet.

## Geographie

### Verlauf
Der Gronbach entsteht auf etwa 453 m ü. NHN ca. 1,1 km ostnordöstlich der Kirche von Oberspeltach wenig südlich der Felder im Gewann Eichwald im Wald Hörle am Beginn seiner Waldklinge. Der Gronbach fließt am Oberlauf im Wald leicht schlängelig auf dem Grund dieses sich eintiefenden kleinen Kerbsohlentales südwestwärts. Sein sandiges bis schlammiges, von Erlen begleitetes Bett ist meist halb- bis dreiviertelmeterbreit. Stellenweise rinnt er noch breiter und zeigt Suhlen.
Nach gut einem Drittel seines Weges nimmt er am Waldaustritt von rechts und  Norden her den kurzen Ablauf einen Kleinteichs mit jedoch beträchtlichem Einzugsgebietsanteil auf, welcher am Ausgang einer etwa parallelen kleinen Klinge liegt. Er knickt dort nach links ab und fließt nun südwärts, zunächst noch halb natürlich am Westrand des Waldes Hörle entlang, auf den letzten etwa 400 Metern in der flachen Speltachaue dann in einem fast kerzengeraden, grasigen kleinen Flurgraben, der die K 2665 Oberspeltach–Fichtenhaus quert.
Zuletzt mündet der Gronbach auf knapp 419,2 m ü. NHN und damit etwa 34 Höhenmeter unterhalb seines Ursprungs nach einem 1,0 km langen Lauf mit mittlerem Sohlgefälle von etwa 35 ‰ von links in die obere Speltach, etwa 0,7 km nach dem Zusammenfluss der Speltach-Oberläufe am Südrand von Oberspeltach und weniger als 0,2 km vor dem nächsten linken Flusszulauf Breitbach, der ebenfalls aus dem Hörle kommt.

### Einzugsgebiet
Der Gronbach hat ein etwa 0,5 km² großes Einzugsgebiet, dessen höchster Punkt am Nordrand an der Waldgrenze durchs Wald-Flur-Gewann Eichwald auf einer Kuppe nordöstlich von Oberspeltach nahe einem Wasserreservoir 485,2 m ü. NHN erreicht. Es liegt, naturräumlich gesehen, zur Gänze im Unterraum Burgberg-Vorhöhen und Speltachbucht der Schwäbisch-Fränkischen Waldberge.
In diesem Teil des Keuperberglandes steht überall die unterste Schicht des Mittleren Keupers an, der Gipskeuper (Grabfeld-Formation). Deutlich über dem Bachursprung auf der genannten Kuppe und ebenso am Hangfuß zur Speltachaue liegen jeweils inselhaft darüber umgelagerte Schichten, in der Speltachaue das den kleinen Fluss begleitende Auenlehmband.
Jenseits der nördlichen Wasserscheide auf dem Kamm des Eichwaldes liegt das Quellgebiet des Aspenbächles, eines Zuflusses der Maulach, die wenig nach der Speltach in die Jagst mündet. Im Nordosten grenzt kurz das des Hörlesbachs an, der ebenso die abwärtige Speltach speist wie der sehr nahe Breitbach im Osten. Hinter der westlichen Wasserscheide zum linken Speltach-Oberlauf Lanzenbach ist dieser selbst der nächste offene Wasserlauf. 
Das Gebiet gehört zur Gemeinde Frankenhardt und fast ganz zu dessen Oberspeltacher Teilortgemarkung, das restliche Zehntel links des Bachlaufs im Hörle zur Teilortgemarkung von Gründelhardt. Dieser Teil und ein Waldvorsprung über die nördliche Wasserscheide herüber um das genannte Wasserreservoir, etwa ein weiteres Zwanzigstel der Gesamtfläche, sind die einzigen bewaldeten Anteile, der Rest ist offene, unbesiedelte Flur, die auf der Höhe oberhalb des am Speltachtalhang gelegenen Waldgewanns Hörle im Gewann Hart und im offenen Teil des Gewanns Eichwald beackert wird, während unterhalb am offenen Teil des Oberhangs und dann wieder dicht an der Speltach Wiesen liegen.

### Zuflüsse und Seen
- (Teichabfluss), von rechts und Nordnordosten auf etwa 435 m ü. NHN am Waldaustritt des Gronbachs, ca. 0,1 km[LUBW 6] und über 0,2 km².[LUBW 4] Entfließt auf etwa 440 m ü. NHN einem winzigen Teich am Westrand des Hörles zum offenen Gronbachfeld.

### LUBW
Amtliche Online-Gewässerkarte mit passendem Ausschnitt und den hier benutzten Layern: Lauf und Einzugsgebiet des Gronbachs

Allgemeiner Einstieg ohne Voreinstellungen und Layer: Daten- und Kartendienst der Landesanstalt für Umwelt Baden-Württemberg (LUBW) (Hinweise)
1. ↑  Höhe nach dem Höhenlinienbild auf dem Hintergrundlayer Topographische Karte.
2. 1 2  Höhe nach schwarzer Beschriftung auf dem Hintergrundlayer Topographische Karte.
3. ↑  Länge nach dem Layer Gewässernetz (AWGN).
4. 1 2  Einzugsgebiet abgemessen auf dem Hintergrundlayer Topographische Karte.
5. ↑  Natur teilweise nach dem Layer Biotop.
6. ↑  Länge abgemessen auf dem Hintergrundlayer Topographische Karte.

### Andere Belege
1. ↑  Wolf-Dieter Sick: Geographische Landesaufnahme: Die naturräumlichen Einheiten auf Blatt 162 Rothenburg o. d. Tauber. Bundesanstalt für Landeskunde, Bad Godesberg 1962. → Online-Karte (PDF; 4,7 MB)
2. ↑  Geologie nach den Layern zu Geologische Karte 1:50.000 auf: Mapserver des Landesamtes für Geologie, Rohstoffe und Bergbau (LGRB) (Hinweise)